# Mesochorus obliteratus
Mesochorus obliteratus là một loài tò vò trong họ Ichneumonidae.